# Мицка, Даниэль
Даниэль Мицка (чеш. Daniel Micka; род. 22 апреля 1963, Прага) — чешский писатель (прозаик) и переводчик с английского языка на чешский.

## Творчество
Даниэль Мицка публиковал свои рассказы в нескольких периодических литературных изданиях. В издательстве «Петров» издал два сборника рассказов, ещё один свой сборник издал в издательстве «dybbuk». Некоторые из его рассказов были переведены на другие языки и вышли в свет в заграничных литературных сборниках и журналах.
Переводил не только книги, но и тексты для Чехословацкого телевидения и кинокомпании «Alfafilm».
В настоящее время Даниэль Мицка, кроме написания прозы, занимается редакторством и переводом книг из области психологии и религии с английского языка на чешский для различных издательств. Живёт и работает в Праге.

## Собственные публикации

### Статьи в журналах
Рассказы Даниэля Мицки начинают издаваться с 1992 года в литературных изданиях Tvar, Literární noviny, Vokno, Iniciály, Revolver Revue и других.
В серии изданий TVARy (в качестве приложения журнала Tvar) были опубликованы небольшие сборники рассказов:
- Strach z lidí. (Боязнь людей.) — Серия изданий TVARy, второй том, 1995. — 32 стр. // Tvar. — 26.01.1995. — Т. 6. — № 2. — ISSN 0862-657X
- Hledání člověka. (Поиски человека.) — Серия изданий TVARy, девятнадцатый том, 2004. — 32 стр. // Tvar. — 18.11.2004. — Т. 15. — № 19. — ISSN 0862-657X

### Изданные книги
- Samou láskou člověka sníst. (Всепоглощающая любовь.) — Брно: Petrov, 1996. — 118 стр. — ISBN 80-85247-72-0

– сборник состоит из 23 коротких  рассказов, описывающих чувства одинокого человека, который осмеливается пойти на встречу людям, но его поиски собственного места в  этой жизни оказываются тщетными; гибель героя или его безразличие к людям или наоборот безразличие людей к герою являются основой сюжетов этих рассказов.
- Strach z lidí. (Боязнь людей.) — Брно: Petrov, 2001. — 200 стр. — ISBN 80-7227-097-4

– сборник состоит из 42 различных рассказов, связанных между собой искренностью героя, его разочарованием в жизни и в отношениях между людьми, страх перед людьми; этот сборник зеркально отображает предыдущую книгу и, собственно, является её продолжением.
- Hledání člověka a sny o milování se s ním. (Поиски человека и мечты о взаимной любви.) — Прага: dybbuk, 2011. — 144 стр. — ISBN  978-80-7438-042-6

– ещё один сборник рефлективных рассказов, основанных на необычных жизненных ситуациях рассказчика, появляющегося в них в непривычных для читателя образах, при этом оставаясь сам собою; литературное и экзистенциальное свидительство героя — ищущего человека, мечтающего о взаимной любви…

### Представление в сборниках
- Exkurse (Экскурсия) // Kopáč, Radim; Jirkalová, Karolína; et al. (редактор): Antologie nové české literatury 1995–2004. (Антология новой чешской литературы 1995—2004.) : Сб. — Прага : Fra, 2004. — С. 209—213. — ISBN 80-86603-22-9

### Перевод на иностранные языки
- Illusorinen murha  (фин.) (Иллюзорное убийство.) / Перевод на финский язык Eero Balk. // Parnasso. — Сентябрь 1994. — Т. 44. — № 3. — С. 322. — ISSN 0031-2320.[4]
- Ystäväkauppa  (фин.) (Магазинчик с друзьями.) / Перевод на финский язык Eero Balk. // Bohemia. — 2004. — № 1. — ISSN 1456-9493.[5]
- Verhalen : Adoptie; Ontsnapping; Zoenen van een egel in een kooi  (нид.) (Рассказы.) / Перевод на голландский язык Herbert van Lynden. // Tijdschrift voor Slavische Literatuur. — Декабрь 2007. — № 48. — С. 36—47. — ISSN 0922-1182.[6]
- W poszukiwaniu człowieka  (пол.) (Поиски человека.) / Перевод на польский язык Barbara Kudaj. // Czeskie Revue [онлайн]. — 2005. — Доступно онлайн (архивная ссылка) — три рассказа из сборника «Поиски человека» (2004) на польском языке.[7]

### Инспирация
- По мотивам изданных рассказов Даниэля Мицки учитель брненской гимназии имени Матиаша Лерха Станислав Заичек написал сценарий театрального спектакля «Котята и тираны», который был поставлен на сцене студенческого театра „Театр Париа“. Премьера спектакля состоялась 19 ноября 2002 года в городе Брно. После неё ещё дважды этот спектакль игрался на различных сценах.[8]

## Переводческая деятельность

### Переводы книг с английского языка на чешский
- Wilde, Stuart. Kormidluj svůj člun. (Управляй своей лодкой.) = Affirmations. — Прага: Erika : Petra, 1994. — ISBN 80-85612-78-X
- Peale, Norman Vincent. Síla pozitivního žití. (Сила позитивной жизни.) = The Power of Positive Living. — Прага: Pragma : Книжный клуб, 1996. — ISBN 80-7176-450-7, ISBN 80-7205-059-1
- Baker, Stephen. Jak žít s neurotickou kočkou. (Как жить с невротической кошкой.) = How to Live with a Neurotic Cat. — Прага: Pragma, 1997. — ISBN 80-7205-385-X
- Skolimowski, Henryk. Účastná mysl : nová teorie poznání a vesmíru. (Мысль сопричастия : новая теория понимания вселенной.) = The Participatory Mind : A New Theory of Knowledge and of the Universe. — Прага: Mladá fronta, 2001. — ISBN 80-204-0918-1
- Gray, John. Dvě tváře liberalismu. (Два лица либерализма.) = Two Faces of Liberalism. — Прага: Mladá fronta, 2004. — ISBN 80-204-0992-0
- Helminiak, Daniel A. Ježíš Kristus : kým byl/je doopravdy. (Иисус Христос : кем был/есть на самом деле.) = The Same Jesus : A Contemporary Christology. — Прага: Práh, 2004. — ISBN 80-7252-105-5
- Jampolsky, Gerald G. Léčivá moc lásky : sedm principů atitudálního léčení. (Лечебная сила любви: семь принципов позиционного лечения.) = Teach Only Love : The Seven Principles of Attitudinal Healing. — Прага: Pragma, 2004. — ISBN 80-7205-145-8
- White, Gregory L.; Mullen, Paul E. Žárlivost : teorie, výzkum a klinické strategie. (Ревность: теория, изучение и клиническия стратегия.) = Jealousy : Theory, Research, and Clinical Strategies. — Прага: Triton, 2006. — ISBN 80-7254-708-9
- Helminiak, Daniel A. Co vlastně Bible říká o homosexualitě? (Что на самом деле говорит Библия о гомосексуализме?) = What the Bible Really Says About Homosexuality. — Брно: CDK, 2007. — ISBN 978-80-7325-122-2
- Masson, Jeffrey Moussaieff. Útok na pravdu : Freudovo potlačení teorie svádění. (Нападение на правду: опровержение Фрейдем теории соблазнения.) = The Assault on Truth : Freud’s Suppression of the Seduction Theory. — Прага: Mladá fronta, 2007. — ISBN 978-80-204-1640-7
- Slipp, Samuel. Freudovská mystika : Freud, ženy a feminismus. (Мистика по Фрейду: Фрейд, женщины и феминизм.) = The Freudian Mystique : Freud, Women, and Feminism. — Прага: Triton, 2007. — ISBN 978-80-7254-891-0
- Wolff, Larry. Týrání a zneužívání dětí ve Vídni v době Freuda : korespondenční lístky z konce světa. (Злоупотребление детьми в Вене во времена Фрейда : корреспонденция с конца света.) = Child Abuse in Freud's Vienna : Postcards from the End of the World. — Прага: Triton, 2007. — ISBN 978-80-7254-869-9
- Dreger, Alice Domurat. Hermafroditi a medicínská konstrukce pohlaví. (Гермафродиты а  медицинская конструкция пола.) = Hermaphrodites and the Medical Invention of Sex. — Прага: Triton, 2009. — ISBN 978-80-7387-040-9
- Sengoopta, Chandak. Otto Weininger : sexualita a věda v císařské Vídni. (Отто Вейнингер: сексуальность и наука в императорской Вене.) = Otto Weininger : Sex, Science, and Self in Imperial Vienna. — Прага: Academia, 2009. — ISBN 978-80-200-1753-6
- Kushner, Howard I. Tourettův syndrom. (Синдром Туретта.) = A Cursing Brain? : The Histories of Tourette Syndrome. — Прага: Triton, 2011. — ISBN 978-80-7387-471-1
- Buruma, Ian) Krocení bohů : Náboženství a demokracie na třech kontinentech. (Приручить богов : история религии и демократии на трёх континентах.) = Taming the Gods: Religion and Democracy on Three Continents. — Прага: Academia, 2012. — ISBN 978-80-200-2040-6
- Yerushalmi, Yosef Hayim: Freudův Mojžíš: Judaismus konečný a nekonečný. (Моисей Фрейда: иудаизм конечен и бесконечен.) = Freud's Moses: Judaism Terminable and Interminable. Прага: Academia, 2015. - ISBN 978-80-200-2501-2.
- Smith, Jeffrey M.: Doba jedová 5: Geneticky modifikované potraviny. (Генетическая рулетка: документально подтвержденные риски для здоровья, связанные с продуктами, полученными с помощью генной инженерии.) = Genetic Roulette: The Documented Health Risks of Genetically Engineered Foods. Прага: Triton, 2015. - ISBN 978-80-7387-924-2.
- Moyová, Dambisa: Kterak Západ zbloudil: 50 let ekonomického bláznovství – a neúprosná rozhodnutí, která nás čekají. (Как странствовал Запад: 50 лет экономического безумия - и нас ждут безжалостные решения.) = How the West Was Lost: Fifty Years of Economic Folly – And the Stark Choices that Lie Ahead. Прага: Academia, 2015. - ISBN 978-80-200-2500-5.
- Lasch, Christopher: Kultura narcismu : Americký život ve věku snižujících se očekávání. (КультураПрага нарциссизма: американская жизнь в эпоху снижения ожиданий). = Culture of Narcissism: American Life in an Age of Diminishing Expectations. Прага: Тriton, 2016. - ISBN 978-80-7553-000-4.
- Phillipsová, Anita: Obrana masochismu. (Защита мазохизма.) = A Defence of Masochism. Прага: Volvox Globator, 2016. - ISBN 978-80-7511-298-9.
- Wolynn, Mark: Trauma: nechtěné dědictví: jak nás formuje zděděné rodinné trauma a jak je překonat. (Травма: нежелательное наследство: как наследственная семейная травма формирует нас и как их преодолеть.) = It Didn't Start with You: How Inherited Family Trauma Shapes Who We Are and How to End the Cycle. Прага: Triton, 2017. - ISBN 978-80-7553-129-2.
- Washingtonová, Harriet A.: Doba jedová 8: Infekční šílenství: Vakcíny, antibiotika, autismus, schizofrenie, viry. (Эпоха отравления 8: Инфекционное безумие: удивительная наука о том, как мы «ловим» психические заболевания) = Infectious madness: The Surprising Science of How We "Catch" Mental Illness. Прага: Тriton, 2017. - ISBN 978-80-7553-343-2.
- Bollinger, Ty M.: Pravda o rakovině: Vše, co potřebujete vědět o historii, léčbě a prevenci této zákeřné nemoci. (Правда о раке: все, что вам нужно знать об истории, лечении и профилактике этого коварного заболевания) = The Truth about Cancer: What You Need to Know about Cancer's History, Treatment, and Prevention. Прага: Dobrovský s.r.o., 2017. - ISBN 978-80-7390-592-7.
- Bakan, David: Sigmund Freud a židovská mystická tradice. (Зигмунд Фрейд и еврейская мистическая традиция) = Sigmund Freud and the Jewish Mystical Tradition. Прага: Volvox Globator, 2017. - ISBN 978-80-7511-363-4.
- Allender, Dan B.: Léčba zraněného srdce: Bolest ze sexuálního zneužití a naděje na proměnu. (Лечение раненого сердца: боль от сексуального насилия и надежда на трансформацию) = Healing the Wounded Heart: The Heartache of Sexual Abuse and the Hope of Transformation. Прага: Triton, 2018. - ISBN 978-80-7553-518-4.
- Mace, Nancy L; Rabins, Peter V.: Alzheimer: Rodinný průvodce péčí o nemocné s Alzheimerovou chorobou a jinými demencemi: ztráta paměti, změny chování a nálad, jak vydržet v roli ošetřovatele, každodenní péče o blízké s demencí či ztrátou paměti. (Альцгеймера: Семейное руководство по уходу за пациентами с болезнью Альцгеймера и другими деменциями: потеря памяти, изменения в поведении и настроении, Как вынести опекуна, Ежедневный уход за близкими с деменцией или потерей памяти) = The 36-Hour Day : A Family Guide to Caring for People Who Have Alzheimer Disease, Other Dementias, and Memory Loss. Прага: Тriton, 2018. - ISBN 978-80-7553-583-2.
- Rooney, Anne: Příběh psychologie: Od duchů k psychoterapii: naše mysl v průběhu věků. [The Story of Psychology : From Spirits to Psychotherapy: Tracing the Mind Through the Ages.Rooney, Anne: Příběh psychologie : Od duchů k psychoterapii: naše mysl v průběhu věků. (История психологии: от призраков до психотерапии: наши умы сквозь века. [История психологии: от духов к психотерапии: прослеживая разум сквозь века) = The Story of Psychology: From Spirits to Psychotherapy: Tracing the Mind Through the Ages. Прага: Dobrovský s.r.o., [2018]. - ISBN 978-80-7390-889-8.
- Perryová, Gina: Ztracení chlapci: Kontroverzní psychologický experiment Muzafera Sherifa ve Státním parku Robbers Cave. (Потерянные мальчики: противоречивый психологический эксперимент Музафера Шерифа в государственном парке Пещеры грабителей) = The Lost Boys : Inside Muzafer Sherif's Robbers Cave Experiment. Прага: Triton, 2019. - ISBN 978-80-7553-667-9.

Переводы книг с французского языка на чешский
- Cyrulnik, Boris: Když si dítě sáhne na život. (Когда ребенок тянется к жизни) = Quand un enfant se donne « la mort ». Прага: Triton, 2020. - ISBN 978-80-7553-788-1.
- Cyrulnik, Boris: V noci jsem psal o slunci: Psaní jako prostředek terapie. (Я писал о ночном солнце: Письмо как лечебное средство) = La nuit, j'écrirai des soleils. Прага: Triton, 2020. - ISBN 978-80-7553-819-2.

### Награды а номинации
- В 2009 году перевод книги Чандака Сенгупты «Отто Вейнингер: сексуальность и наука в императорской Вене» был номинирован на награду издательства «Академия» «За перевод научной или научно-популярной литературы».[9]